# Giovanni Tragella
Giovanni Tragella (Milano, 29 ottobre 1896 – Milano, 25 ottobre 1955) è stato un ciclista su strada e dirigente sportivo italiano.
Professionista dal 1923 al 1928.

## Carriera
Ottenne una sola affermazione in carriera, vincendo la Coppa Bernocchi nel 1920; nel corso degli anni venti ebbe modo anche di correre due volte il Giro d'Italia, ottenendo anche buoni piazzamenti nella classifica generale finale. Fu infatti undicesimo nel 1924, anno in cui giunse anche terzo nella tappa di Bologna, e quattordicesimo nel 1923.
Smessi i panni di ciclista fu direttore sportivo guidando per diversi anni Fausto Coppi alla Bianchi.

## Palmarès
- 1920 (individuale, una vittoria)

Coppa Bernocchi

## Piazzamenti

### Grandi giri
- Giro d'Italia

1923: 14º
1924: 11º
1925: ritirato

### Classiche monumento
- Milano-Sanremo

1927: 40º
- Giro di Lombardia

1923: 19º